# Andrena mitis
Andrena mitis är en biart som beskrevs av Otto Schmiedeknecht 1883. Andrena mitis ingår i släktet sandbin, och familjen grävbin. Inga underarter finns listade i Catalogue of Life.

## Bildgalleri

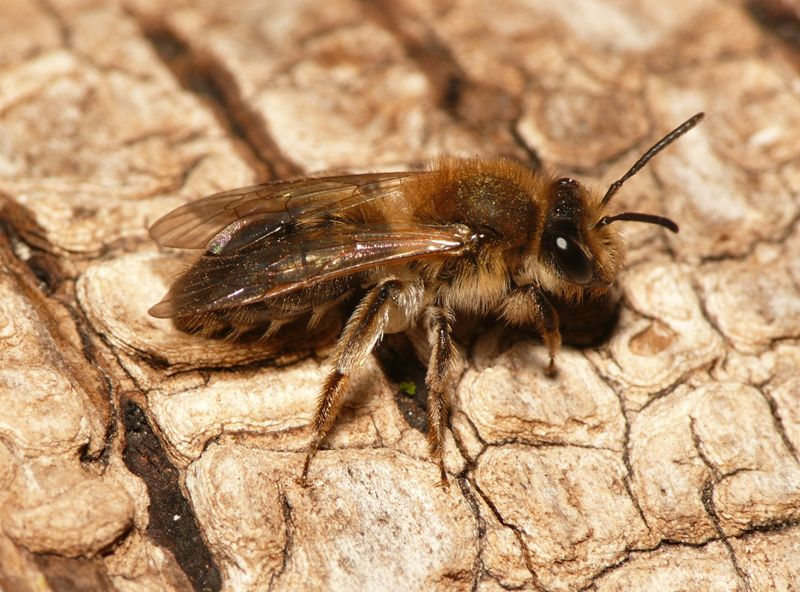